# Paratmeticus
Paratmeticus là một chi nhện trong họ Linyphiidae.